# 1er décembre en sport
1er novembre 1er janvier
Chronologies thématiques
- Croisades
- Ferroviaires
- Disney

Le 1er décembre (335e jour de l'année ou 336e en cas d'année bissextile) en sport.

## Événements

### XIXesiècle
- 1886 :
  - (Football) : fondation du club d'Arsenal.

### XXesièclede1951à2000
- 1956 :
  - (Athlétisme) : Mildred McDaniel porte le record du monde féminin du saut en hauteur à 1,76 mètre.
- 1974 :
  - (Rallye automobile) : arrivée du Tour de Corse.
- 1982 :
  - (Tennis) : Chris Evert remporte l'Open d'Australie en battant Martina Navrátilová en finale 6/3, 2/6, 6/3.
- 1991
  - (Tennis) : la France remporte la Coupe Davis face aux États-Unis, 3-1, ce qui n'était pas arrivé depuis 59 ans.

### XXIesiècle
- 2006 :
  - (Football) : le match de football Paris Saint-Germain - Toulouse FC comptant pour la 16e journée de Ligue 1 est reporté pour raison de sécurité, une première dans le football français depuis l'après guerre.
- 2011 :
  - (Roller derby) : première coupe du monde à Toronto, au Canada.
- 2017 :
  - (Football /Mondial 2018) : en Russie, au Kremlin à Moscou, tirage au sort des huit poules du premier tour de la Coupe du monde qui se déroulera du 14 juin au 15 juillet 2018[1].
- 2019 :
  - (Compétition automobile /Formule 1) : sur le dernier Grand Prix sans enjeu, de la saison qui se dispute sur le Circuit Yas Marina à Abou Dabi, démonstration du sextuple Champion du monde qui domine de bout en bout ce dernier rendez-vous de l'année. Il devance Max Verstappen et Charles Leclerc[2].
- 2021 :
  - (Handball /Mondial féminin) : début de la 25e édition du championnat du monde féminin de handball qui se déroule en Espagne, dans les villes de Granollers, Llíria, Castelló de la Plana et Torrevieja jusqu'au 19 décembre 2021.

## Naissances

### XIXesiècle
- 1852 :
  - Paul Meyan, journaliste sportif français. Membre fondateur de l'Automobile Club de France. († 6 octobre 1938).
- 1868 :
  - Jack Angus, footballeur écossais. († ? 1933).
- 1871 :
  - Archie MacLaren, joueur de cricket anglais. (35 sélections en test cricket). († 17 novembre 1944).
- 1881 :
  - William Crichton, joueur de rugby à XV anglais.  († 16 juillet 1925).
- 1883 :
  - Luigi Ganna, cycliste sur route italien. Vainqueur du Tour d'Italie 1909 et de Milan-San Remo 1909. († 2 octobre 1957).
- 1884 :
  - Hans Eicke, athlète de sprint allemand. Médaillé d'argent du relais olympique aux Jeux de Londres 1908. († 22 août 1947).
  - Armand Massard, épéiste puis dirigeant sportif français. Champion olympique en individuel et médaillé de bronze par équipes aux Jeux d'Anvers 1920 puis médaillé d'argent par équipes aux Jeux d'Amsterdam 1928. Président de la FFE de 1943 à 1945 et du CNOSF de 1933 à 1967. († 9 avril 1971).
- 1892 :
  - Walter Bathe, nageur allemand. Champion olympique du 200 et 400 m brasse aux Jeux de Stockholm 1912. († 21 septembre 1959).
- 1899 :
  - René Wiriath, athlète de demi-fond français. († 28 mars 1942).
- 1900 :
  - Giovanni Giacone, footballeur italien. (4 sélections en équipe nationale). († ? 1964).

### XXesièclede1901à1950
- 1905 :
  - Charles Mathon, joueur de rugby à XV et à XIII français. (1 sélection avec l'Équipe de France de rugby à XIII).  († 9 juin 1944).
  - Alex Wilson, athlète de sprint et de demi-fond canadien. Médaillé de bronze du relais 4 × 400 m aux Jeux d'Amsterdam 1928 puis médaillé d'argent du 800 m et de bronze du 400 m ainsi que du relais 4 × 400 m aux Jeux de Los Angeles 1932. († 10 décembre 1994).
- 1909 :
  - Hans-Heinrich Sievert, athlète d'épreuves combinées allemand. Champion d'Europe d'athlétisme du décathlon 1934. Détenteur du Record du monde du décathlon du 8 juillet 1934 au 8 août 1936. († 5 avril 1969).
- 1911 :
  - Walter Alston, joueur de baseball puis dirigeant sportif américain. († 1er octobre 1984).
  - Franz Binder, footballeur puis entraîneur autrichien. (19 sélections avec l'équipe d'Autriche et 9 avec celle d'Allemagne). († 24 avril 1989).
- 1922 :
  - Vsevolod Bobrov, hockeyeur sur glace puis entraîneur et footballeur puis entraîneur soviétique. Champion olympique aux Jeux de Cortina d'Ampezzo 1956. Champion du monde de hockey sur glace 1954 et 1956. Sélectionneur de l'équipe d'Union soviétique de 1972 à 1974. († 1er juillet 1979).
- 1932 :
  - Stéphane Bruey, footballeur français. (4 sélections en équipe de France). († 31 août 2005).
- 1939 :
  - Lee Trevino, golfeur américain. Vainqueur des US Open 1968 et 1971, des Open britannique 1971 et 1972 et des USPGA 1974 et 1984, des Ryder Cup 1971, 1973, 1975, 1979 et 1981.
- 1947 :
  - Bob Fulton, joueur de rugby à XIII puis entraîneur australien. Champion du monde rugby à XIII 1969, 1970 et 1975. (20 sélections en équipe nationale). Sélectionneur de l'Équipe d'Australie de 1989 à 1998 championne du monde de rugby à XIII 1992 et 1995.
- 1948 :
  - George Foster, joueur de baseball américain.
  - Neil Warnock, footballeur puis entraîneur anglais.

### XXesièclede1951à2000
- 1952 :
  - Dan Warthen, joueur de baseball puis entraîneur américain.
- 1954 :
  - Dan Schatzeder, joueur de baseball américain.
- 1955 :
  - Olivier Rouyer, footballeur puis entraîneur et consultant TV français. (17 sélections en équipe de France).
- 1959 :
  - Loïck Peyron, navigateur français. Vainqueur des Transat anglaise 1992, 1996, 2008, de la Transat Jacques-Vabre 1999, du Trophée Jules-Verne 2012 et de la Route du Rhum 2014.
- 1961 :
  - Herm Winningham, joueur de baseball américain.
- 1962 :
  - Sylvie Daigle, patineuse de vitesse canadienne. Championne olympique du 3000 m par équipe aux Jeux d'Albertville 1992 et médaillée d'argent du 3000 m par équipe aux Jeux de Lillehammer 1994.
- 1963 :
  - Nathalie Lambert, patineuse de vitesse canadienne. Championne olympique du 3000 m par équipe aux Jeux d'Albertville 1992 et médaillée d'argent du 1 000 m puis du relais 3000 m aux Jeux de Lillehammer 1994.
  - Laurent Tillie, volleyeur puis entraîneur français. (406 sélections en équipe de France). Sélectionneur de l'équipe de France depuis 2012 qui devient championne d'Europe de volley-ball 2015.
- 1964 :
  - Salvatore Schillaci, footballeur italien. Vainqueur de la Coupe UEFA 1990. (16 sélections en équipe nationale). († 18 septembre 2024).
- 1965 :
  - Roger Bélanger, hockeyeur sur glace canadien († 16 septembre 2011).
- 1966 :
  - Larry Walker, joueur de baseball canadien.
- 1970 :
  - Kirk Rueter, joueur de baseball américain.
- 1971 :
  - Chris McAlpine, hockeyeur sur glace américain.
  - Christian Pescatori, pilote de courses automobile italien.
- 1972 :
  - José Manuel García Ponce, coureur cycliste mexicain.
- 1974 :
  - Roberto Chiacig, basketteur italien. Médaillé d'argent aux Jeux d’Athènes 2004. Champion d'Europe de basket-ball 1999. Vainqueur de la coupe Saporta 2002. (185 sélections en équipe nationale).
  - Francisco José Rodrigues da Costa, footballeur puis entraîneur portugais. Vainqueur de la Coupe UEFA 2003 et de la Ligue des champions 2004. (53 sélections en équipe nationale).
- 1975 :
  - Jarod Stevenson, basketteur américano-coréen.
- 1977 :
  - Perle Bouge, rameuse handisport française. Médaillée d'argent du deux de couple mixte aux Jeux de Londres 2012 puis médaillée de bronze aux Jeux de Rio 2016.
  - Joseph-Désiré Job, footballeur camerounais. Champion d'Afrique de football 2000. Vainqueur de la Ligue des champions de l'AFC 2005. (52 sélections en équipe nationale).
- 1978 :
  - Loïc Vergnaud, cycliste handisport français. Médaillé d'argent du contre la montre H5 sur route aux Jeux de Tokyo 2020. Médaillé d'argent du contre la montre H5 sur route et par équipes aux Mondiaux 2020.
- 1979 :
  - Ryan Malone, hockeyeur sur glace américain. Médaillé d'argent aux Jeux de Vancouver 2010.
- 1981 :
  - Nike Bent, skieuse alpine suédoise.
- 1984 :
  - Ben Mowen, joueur de rugby à XV australien. (15 sélections en équipe nationale).
- 1985 :
  - Nathalie Moellhausen, épéiste italo-brésilienne. Championne du monde d'escrime de l'épée par équipes 2009 avec l'Italie puis en individuelle 2019 avec le Brésil. Championne d'Europe d'escrime de l'épée par équipes 2007 avec l'Italie.
  - Alicja Rosolska, joueuse de tennis polonaise.
- 1988 :
  - Papy Djilobodji, footballeur sénégalais. (15 sélections en équipe nationale).
  - Michael Raffl, hockeyeur sur glace autrichien.
  - Manuel Štrlek, handballeur croate. Médaillé de bronze aux Jeux de Londres 2012. Vainqueur de la Ligue des champions 2016. (122 sélections en équipe nationale).
- 1989 :
  - Barry Bannan, footballeur écossais. (22 sélections en équipe nationale).
  - Brice Maubleu, footballeur français.
  - Neal Skupski, joueur de tennis britannique.
- 1990 :
  - Frédérique Denest, rink hockeyeuse française. (20 sélections en équipe de France).
  - Julie Lafourcade, rink hockeyeuse française. Championne du monde de rink hockey féminin 2012. (36 sélections en équipe de France).
  - Tomáš Tatar, hockeyeur sur glace slovaque.
- 1991 :
  - Noel Acciari, hockeyeur sur glace américain.
  - Dion Waiters, basketteur américain.
  - Sun Yang, nageur chinois. Champion olympique du 400 m nage libre et du 1 500 m, médaillé d'argent du 200 m nage libre et de bronze du relais 4 × 200 m nage libre aux Jeux de Londres 2012 puis champion olympique du 200 m nage libre et médaillé d'argent du 400 m nage libre aux Jeux de Rio 2016. Champion du monde de natation du 800 m et du 1 500 m 2011, du 400 nage libre, du 800 et du 1 500 m 2013, du 400 nage libre et du 800 m 2015 puis du 200 m et 400 m nage libre 2017 et 2019. Champion d'Asie de natation du 1 500 m et du relais 4 × 200 m nage libre, du 400 m nage libre, du 1 500 m et du relais 4 × 100 m nage libre 2014 puis du 200 m nage libre 2018.
- 1992 :
  - Quentin Bigot, athlète de lancers français. Médaillé d'argent du marteau aux Mondiaux d'athlétisme 2019.
  - Línos Chrysikópoulos, basketteur grec.
- 1993 :
  - Jaleel Cousins, basketteur américain.
- 1994 :
  - Solène Gicquel, athlète française, spécialiste du saut en hauteur.
- 1995 :
  - Kristijan Lovrić, footballeur croate.
  - James Wilson, footballeur anglais.
- 1997 :
  - Esteban Abadie, joueur de rugby à XV français.
  - Adi Nalić, footballeur bosnien.
- 1998 :
  - Mathilde Hylleberg, handballeuse danoise. (6 sélections en équipe nationale).
- 1999 :
  - Nico Schlotterbeck, footballeur allemand. (14 sélections en équipe nationale).

### XXIesiècle
- 2002 :
  - Cătălin Cîrjan, footballeur roumain.
- 2005 :
  - Sam Curtis, footballeur irlandais.

## Décès

### XXesièclede1901à1950
- 1921 :
  - William Crake, 69 ans, footballeur anglais. (° 11 février 1852).
- 1928 :
  - Jules Dubois, 66 ans, cycliste sur route français. (° 5 mai 1862).
  - Arthur Gore 60 ans, joueur de tennis britannique. Champion olympique du simple et du double indoor aux Jeux de Londres 1908. Vainqueur des tournois de Wimbledon 1901, 1908 et 1909. († 2 janvier 1868).
- 1942 :
  - Gaston Rivierre, 80 ans, cycliste sur route français. Vainqueur des Bordeaux-Paris 1886, 1897 et 1898. (° 3 juin 1862).

### XXesièclede1951à2000
- 1960 :
  - Arthur Turner, 78 ans, footballeur anglais. (1 sélection en équipe nationale). Champion olympique aux Jeux de Paris 1900. (° 24 avril 1882).
- 1964 :
  - Kharílaos Vasilákos, athlète de fond grec. Médaillé d'argent du marathon aux Jeux d'Athènes 1896. (° ? 1877).
- 1975 :
  - Cliff Britton, 66 ans, footballeur puis entraîneur anglais. (9 sélections en équipe nationale). (° 9 août 1909).
  - Nellie Fox, 47 ans, joueur de baseball américain. (° 25 décembre 1927).
- 1987 :
  - Punch Imlach, 69 ans, hockeyeur sur glace puis entraîneur canadien. (° 15 mars 1918).

### XXIesiècle
- 2002 :
  - Dave McNally, 60 ans, joueur de baseball américain. (° 31 octobre 1942).
- 2003 :
  - Eugenio Monti, 75 ans, pilote de bobsleigh italien. Médaillé d'argent du bob à deux et à quatre aux Jeux de Cortina d'Ampezzo 1956, médaillé de bronze du bob à deux et à quatre aux Jeux d'Innsbruck 1964 puis champion olympique du bob à deux et à quatre aux Jeux de Grenoble 1968. Champion du monde de bobsleigh du bob à deux 1957, 1958, 1959, 1963 et 1966 puis champion du monde de bobsleigh à deux et à quatre 1960 et 1961. (° 23 janvier 1928).
- 2007 :
  - Tony Fall, 67 ans, pilote de rallyes automobile britannique. (° 23 mars 1940).
  - Ken McGregor, 78 ans, joueur de tennis australien. Vainqueur de l'Open d'Australie 1952, et des Coupe Davis 1950, 1951 et 1952. (° 2 juin 1929).
- 2011 :
  - Arthur Beetson, 66 ans, joueur de rugby à XIII australien. (14 sélections en équipe nationale). (° 22 janvier 1945).
  - Hippolyte Van den Bosch, 85 ans, footballeur puis entraîneur belge. (8 sélections en équipe nationale). Sélectionneur de l'équipe du Venezuela de 1986 à 1989. (° 30 avril 1926).
- 2012 :
  - Jovan Belcher, 25 ans, joueur de foot U.S. américain. (° 24 juillet 1987).
  - Phil Taylor, 95 ans, footballeur puis entraîneur anglais. (3 sélections en équipe nationale). (° 18 septembre 1917).